# Eduard Burlage
Heinrich Eduard Burlage (né le 25 novembre 1857 à Huckelrieden et mort le 19 août 1921 à Berlin) est un homme politique allemand du Zentrum.

## Biographie
Burlage est le fils du propriétaire du moulin et chef de la communauté August Burlage (1836-1918) et de son épouse Friederike née Lohmann (née en 1833). Après son diplôme d'études secondaires à Vechta, Burlage, originaire du Münsterland oldenbourgeois, étudie le droit à Tübingen, Leipzig et Göttingen. Au cours de ses études, il rejoint l'AV Guestfalia Tübingen (de), plus tard également le KDStV Burgundia (Leipzig) (de), tous deux dans le CV. Il réussit son premier examen d'État en droit en 1884 et entre au service judiciaire d'Oldenbourg en tant qu'auditeur. Le deuxième examen d'État suit en 1887. Il devient ensuite juge au tribunal de district de Friesoythe. En 1891, il s'installe à Oberstein dans la principauté de Birkenfeld et en 1895 à Jever . Il y est promu premier magistrat en 1896. De 1898 à 1903, il est juge au tribunal de district d'Oldenbourg. En 1903, il devint juge régional supérieur et devint juge au tribunal régional supérieur d'Oldenbourg. En 1907, il prend en charge le 1er sénat civil à la Cour impériale de Leipzig en tant que juge du Reich. Burlage publie un certain nombre de traités juridiques.

## Famille
Eduard Burlage est marié à Emma Geb. Kruthoffer (née en 1860). Le mariage a sept enfants, dont Maximilian (de) et Theo Burlage (de).

## Parti politique
Burlage est membre du Zentrum et est vice-président du parti et porte-parole de la politique juridique de 1919 jusqu'à sa mort. Il est à plusieurs reprises discuté en tant que candidat au poste de ministre de la Justice du Reich.

## Parlementaire
Burlage est membre du parlement oldenbourgeois (de) depuis 1896. il s'y est particulièrement engagé dans la construction de nouvelles lignes de chemin de fer dans le sud d'Oldenbourg. Successeur de Ferdinand Heribert von Galen, il est élu au Reichstag une première fois en 1903 pour la 3e circonscription du grand-duché d'Oldenbourg (Delmenhorst-Vechta-Cloppenburg). Il démissionne des deux mandats après sa nomination au Conseil de la Cour impériale en 1907. En 1919/20, il est membre de l'Assemblée nationale de Weimar et en juin 1919, il joue un rôle-clé dans les négociations de coalition qui rendent possible le compromis de l'école de Weimar. Puis il est à nouveau député du Reichstag pour la circonscription de Weser-Ems jusqu'à sa mort.

## Travaux
- Zur Reform der Beschränkungen der Sachpfändung, Deutsche Juristen-Zeitung, Jahrgang 3 (1898), p. 77.
- Das Gesetz, betreffend die Entschädigung für unschuldig erlittene Untersuchungshaft, Deutsche Juristen-Zeitung, Jahrgang 9 (1904), Sp. 839.
- Zur Entschädigung der unschuldig Bestraften, Deutsche Juristen-Zeitung, Jahrgang 10 (1905), Sp. 396.
- Friedensvereine zur Schlichtung von Rechtsstreitigkeiten, Deutsche Juristen-Zeitung, Jahrgang 12 (1907), Sp. 313.